# 康定景天
康定景天（学名：Sedum lutzii）是景天科景天属的植物，是中国的特有植物。分布在中国大陆的四川等地，生长于海拔4,200米至4,400米的地区，目前尚未由人工引种栽培。

## 异名
- Sedum lutzii Hamet var. viridiflvum K. T. Fu